# Bloc de l'Ouest
- Pays du Bloc de l'Ouest dans l'Alliance atlantique
- Autres pays du Bloc de l'Ouest
- Pays du Bloc de l'Est dans le Pacte de Varsovie
- Autres pays communistes alliés de l'URSS
- Autres pays alliés de l'URSS
- Chine et Albanie
- Pays neutres et pays du Mouvement des non-alignés

Situation des deux « blocs » de l'Ouest et de l'Est vers 1980 Légende :
Pays du Bloc de l'Ouest dans l'Alliance atlantique
Autres pays du Bloc de l'Ouest
Pays du Bloc de l'Est dans le Pacte de Varsovie
Autres pays communistes alliés de l'URSS
Autres pays alliés de l'URSS
Chine et Albanie
Pays neutres et pays du Mouvement des non-alignés
Guérillas communistes = X, Guérillas anti-communistes = X, Autres conflits = X

Le bloc de l'Ouest, également connu comme le bloc capitaliste et le bloc américain, ou en forme raccourcie « l'Ouest » désigne l'ensemble formé par les États-Unis et leurs alliés pendant la guerre froide, par opposition au bloc de l'Est ou en forme raccourcie « l'Est » qui désigne l'Union soviétique et les pays communistes dans sa mouvance. Les expressions le « monde occidental » ou les « Occidentaux » ou bien encore le « monde libre » ou le « premier monde » sont également fréquemment utilisées pour désigner les États-Unis et leurs alliés. Le bloc de l'Ouest se met en place dans les années 1947 à 1954 pour l'essentiel, en parallèle des évènements majeurs de la guerre froide, jusqu'à ce qu'une certaine stabilisation s'opère entre les deux grands blocs de l'Ouest et de l'Est. Progressivement, au rythme notamment de la décolonisation émerge un troisième ensemble de pays, le tiers-monde.
Le bloc de l'Ouest dans sa définition la plus restreinte inclut les États-Unis, le Canada et les pays d'Europe de l'Ouest qui vont s'organiser à partir de 1947 autour d'alliances politiques, militaires et économiques fortes, dont la plupart existent encore de nos jours, bien après la fin de la guerre froide en 1991. Dans une définition plus large, le bloc de l'Ouest inclut aussi les pays alliés des États-Unis dans trois autres régions du monde : l'Asie du Sud-Est, l'Amérique Latine et le Moyen-Orient. Chacune de ces composantes de l'Ouest correspond à des contextes géopolitiques différents et recouvre donc des objectifs et des contenus qui lui sont propres.
Le poids considérable des États-Unis au sein du bloc de l'Ouest est une constante quelle que soit la zone géographique concernée et crée par nature un déséquilibre originel dès lors que la prépondérance américaine laisse peu de marge de manœuvre et d'initiative aux pays alliés qui se trouvent ainsi soumis peu ou prou aux décisions politiques prises par les États-Unis et plus largement aux différentes dimensions de l'« impérialisme américain ».
Le bloc de l'Ouest constitue la sphère d'influence des États-Unis, et rassemble donc des pays qui pour une part consentent librement à en être membre et négocient les conditions de leur participation mais qui pour une autre part subissent les conséquences d'une relation du faible au fort avec les États-Unis : en contrepartie de la sécurité et de l'aide économique dont ils bénéficient, ces pays sont plus ou moins contraints selon les cas de s'aligner sur la politique étrangère des États-Unis. Pendant la guerre froide, le bloc de l'Ouest s'inscrit en premier lieu dans la politique d'endiguement du communisme définie par Truman : il s'agit d'empêcher l'Union soviétique d'étendre sa sphère d'influence en l'encerclant d'un réseau d'alliances militaires et économiques. Lorsque ces alliances sont en plus fondées sur des cultures et des systèmes politiques voisins, elles correspondent alors à des logiques plus profondes et durables, comme c'est le cas avec l'Europe ou certains pays d'Asie.

## Les États-Unis, leader du monde occidental
Dans les années 1960 et 1970, les États-Unis mènent sur tous les continents une politique active au nom de l'endiguement du communisme. Jamais dans l'histoire du monde, un pays n'a exercé une prépondérance aussi importante sur sa sphère d'influence[réf. nécessaire]. 
Sous la pression de leur opinion publique essentiellement, les États-Unis adoptent entre les deux guerres mondiales une posture isolationniste. L'attaque japonaise à Pearl Harbor en décembre 1941 est l'évènement majeur qui fait prendre conscience aux Américains que cette posture n'est pas suffisante pour garantir leur sécurité et leur prospérité. Dès lors, les États-Unis développent une vision globale de leur sécurité :
- sur le plan militaire, par le maintien en temps de paix de moyens militaires substantiels, réorganisés selon les termes du National Security Act de juillet 1947[2], et s'appuyant sur un vaste réseau de bases hors du territoire américain et un nombre considérable d'alliances militaires dans toutes les régions du monde. Tout au long de la guerre froide, les États-Unis entretiennent des forces militaires très importantes dans plusieurs régions du monde, aux deux premiers rangs desquelles l'Europe et l'Asie du Sud-Est[3].
- sur le plan politique, par la mise en place d'une gouvernance mondiale, via les Nations unies, aux objectifs moins ambitieux que la Société des Nations, mais qui doit contribuer à instaurer une sécurité collective mondiale afin de résoudre pacifiquement les conflits entre les pays.
- sur le plan économique, par l'instauration d'un ordre monétaire et économique mondial, via des institutions comme le Fonds Monétaire International ou la Banque Mondiale, et par l'octroi d'aides importantes notamment aux pays européens dévastés par la guerre (plan Marshall) et à d'autres pays aussi, afin d'éviter de retomber dans une grande dépression semblable à celle de 1929 et d'assurer la prospérité de tous.

Cette vision repose initialement sur la conviction de Roosevelt que « seuls les États-Unis ont la capacité de construire une paix basée sur les principes de l'idéalisme wilsonien d'autodétermination des peuples, d'ouverture des marchés et de sécurité collective ». Confrontés dans l'immédiat après-guerre (1945-1947) à ce qu'ils perçoivent comme l'impossibilité d'instaurer cet ordre du monde avec l'Union soviétique de Staline, les dirigeants américains complètent cette vision assez idéaliste d'une approche pragmatique destinée à favoriser les intérêts américains de manière directe ou indirecte en contribuant au redressement économique des européens et des japonais et en décidant de s'opposer, au besoin par la force, à tout agrandissement de la sphère d'influence communiste issue de la Seconde Guerre mondiale. Les principes, de ce qui sera appelé la doctrine Truman, en sont énoncés le 12 mars 1947 lorsque Truman demande au Congrès d'approuver la demande d'aide de la Grèce et de la Turquie, répondant ainsi à l'appel de la Grande-Bretagne, sortie exsangue de la Guerre, qui quelques semaines auparavant s'est déclarée dans l'incapacité d'y faire face. La politique étrangère des États-Unis mettra en œuvre avec constance ces principes durant les vingt-cinq années suivantes.
Le système interétatique mis en place par les États-Unis se caractérise d'abord par sa dimension planétaire : les Américains n'ont pas restreint leur politique d'endiguement du communisme à une zone géographique. Ensuite, il substitue au colonialisme traditionnel tel que les Anglais et les Français notamment l'ont pratiqué, un impérialisme américain fondé sur la puissance économique et financière qui provoque presque partout dans le monde un rejet de nature parfois à favoriser l'émergence de mouvements révolutionnaires, que les Soviétiques et les Chinois sauront exploiter. Enfin, il tend à développer une vision bipolaire des relations internationales, essentiellement articulées autour des États-Unis et de l'Union soviétique, faisant passer au second plan les aspirations et intérêts des autres pays,. La prépondérance américaine dans le monde est sans égale dans l'histoire moderne : ni la Grande-Bretagne, ni la France n'ont à l'apogée de leurs empires exercé leur puissance sur une partie aussi importante du globe et de sa population. La richesse des États-Unis leur donne les moyens de cette projection tous azimuts, dont ils tirent en retour des bénéfices importants pour le développement de leurs entreprises dans le monde : en 1950, le PNB américain représente plus de 27 % de la richesse mondiale, soit presque trois fois celui de l'Union soviétique ; ce ratio diminue jusqu'au début des années 1970 qui marquent une période d'affaiblissement de l'hégémonie américaine ; il retrouve ensuite à la fin des années 1980 sa valeur initiale, illustrant les difficultés auxquelles l'URSS se trouve confrontée, qui conduiront à son effondrement.
Le rôle des États-Unis dans le monde suscite des interrogations quant à sa vraie nature et à sa légitimité au point qu'à des degrés divers les observateurs politiques et les historiens assimilent le bloc de l'Ouest à l'empire américain, ou du moins qualifient les États-Unis de république impériale ou dénoncent l'impérialisme américain : l'historien John L. Gaddis assimile les deux blocs de l'Ouest et de l'Est à deux empires, ; Raymond Aron fait aussi référence à cette notion, et analyse la diplomatie américaine des vingt-cinq premières années de la guerre froide comme de nature impériale ou de nature impérialiste selon les cas.

## L'Europe, cœur du bloc de l'Ouest
À partir de 1947, les États-Unis ne doutent plus que le monde soit entré dans la guerre froide. L'échec des conférences diplomatiques entre les anciens alliés et l'état de fragilité des pays d'Europe de l'Ouest qui peinent à se relever de leurs ruines, conduisent les américains et les européens à mettre en place une alliance politique, militaire et économique forte, dans le but d'appuyer la politique américaine d'endiguement, face au bloc soviétique. L'historien John L. Gaddis écrit : « Si l'Armée rouge avait pu être accueillie en Pologne et dans les autres pays qu'elle libérait [du nazisme] avec le même enthousiasme que les forces américaines, britanniques et françaises libres rencontrèrent ... un compromis à la finlandaise aurait été possible. Il allait en résulter que la sphère d'influence américaine en Europe se construirait largement par consensus mutuel, alors que sa contrepartie soviétique ne pourrait se maintenir que par la contrainte. Cette asymétrie allait compter plus que tout autre facteur pour l'origine, la montée en puissance puis le dénouement de la guerre froide ».

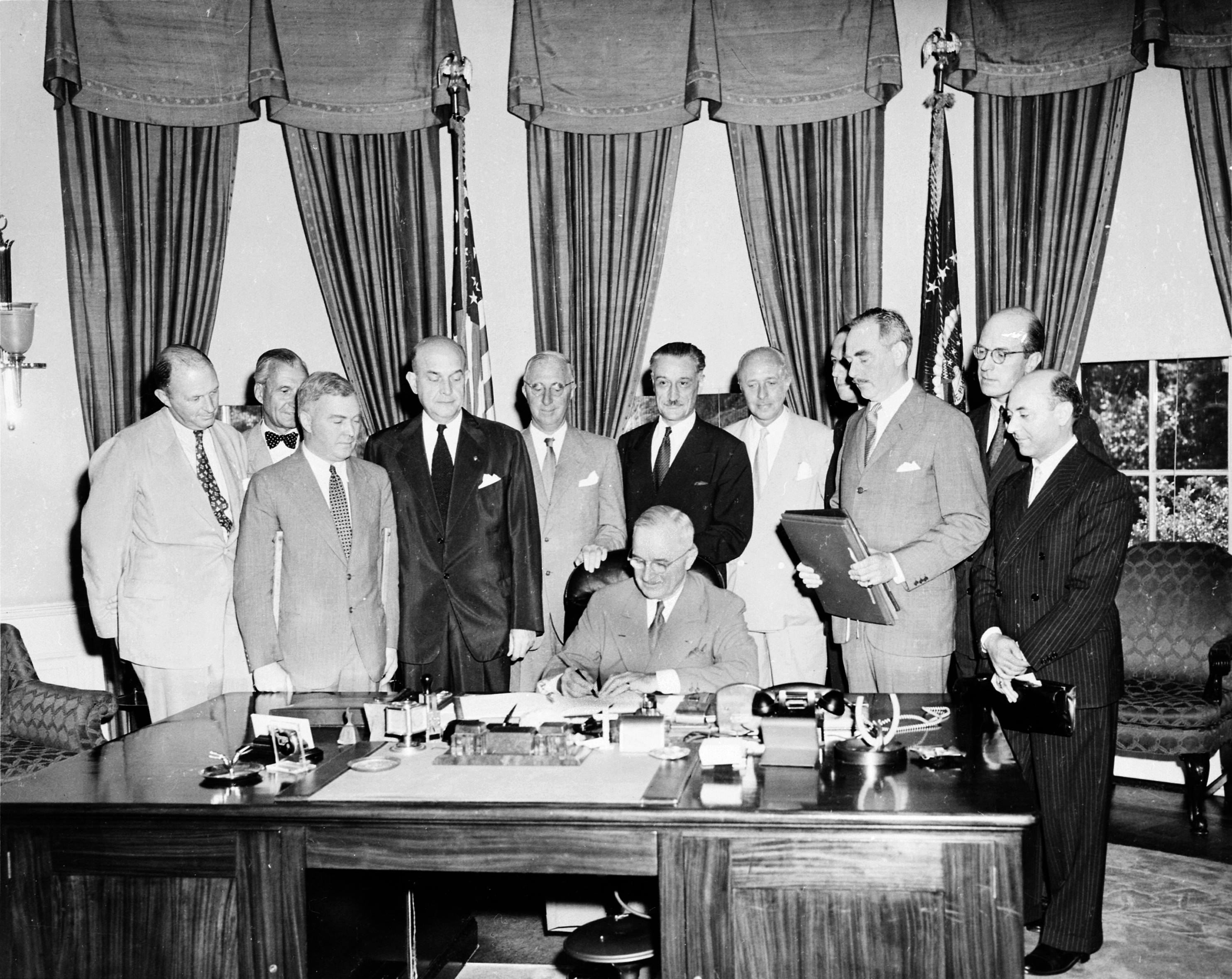
Truman signe le traité de l'Atlantique nord à la Maison-Blanche le 24 août 1949

Les accords conclus dans ce cadre s'inscrivent soit dans la logique de l'atlantisme, c'est-à-dire englobant l'Amérique du Nord et l'Europe de l'Ouest, soit dans une logique purement européenne qui conduit par étape à une certaine intégration européenne. Relevant de la première catégorie, le traité de l'Atlantique Nord signé en avril 1949 constitue la colonne vertébrale de l'alliance politique et militaire du bloc de l'Ouest en Europe. C'est au sein de cette alliance atlantique ainsi formée que se met en place dès 1950 en raison des craintes suscitées par le déclenchement de la guerre de Corée une organisation militaire intégrée permanente, l'OTAN. Afin de renforcer les moyens militaires en propre de ses alliés, et en premier lieu des membres de l'OTAN, Truman fait voter par le Congrès en octobre 1949 le Mutual Defense Assistance Act par lequel les États-Unis peuvent financer des achats de matériel militaire par les pays qui en font la demande ; la France est un des principaux bénéficiaires de cette aide,. L'accord bilatéral concernant l'aide pour la défense mutuelle sera conclu entre les États-Unis et la France le 27 janvier 1950, en même temps que des accords similaires conclus par l'OTAN et plusieurs autres pays membres.
Après différentes avancées, dont notamment la création de la CECA, la construction de l'Europe prend définitivement son élan avec la conclusion du traité de Rome en 1957 par six pays, la France, la RFA, l'Italie et les trois du Benelux qui crée la Communauté Économique Européenne, dont l'élargissement progressif des compétences et du nombre de ses membres conduira à l'Union européenne telle qu'elle existe depuis 2007 par le Traité de Lisbonne. Au moins à l'origine, les États-Unis encouragent la construction européenne, car ils souhaitent une Europe de l'Ouest forte économiquement pour faire face à la menace soviétique et partager le fardeau de sa défense.
Par contraste avec les pays d'Europe de l'Est qui se sont vus imposer leur régime communiste et leur appartenance au bloc soviétique, les pays d'Europe de l'Ouest demeurent demandeur du maintien de ce bloc occidental en Europe. La sécurité apportée par le parapluie nucléaire américain et par la présence de leurs troupes sur le sol européen est aux yeux des européens indispensable pour faire face à ce qu'ils perçoivent comme la menace soviétique, sentiment renforcé par le blocus de Berlin et la guerre de Corée. Dans les années 1960, cette cohésion s'affaiblit : les européens souhaitent être bien davantage associés aux décisions et à la stratégie de l'OTAN, et surtout le général de Gaulle fait sortir la France en 1966 du dispositif militaire intégré de l'OTAN, sans toutefois remettre en cause son appartenance au monde libre, mais pour tenter de sortir de la logique d'opposition de bloc à bloc et de favoriser la détente en Europe.
| Alliance militaire | Alliance politique | Alliance économique |
| --- | --- | --- |
| Traité de Dunkerque (4 mars 1947) entre la France et le Royaume-Uni | | |
| Traité de Bruxelles (17 mars 1948) entre la France, le Royaume-Uni et le Benelux | | |
| | | Organisation européenne de coopération économique (OECE) (16 avril 1948 - 1961) mise en place à la demande des États-Unis pour assurer la répartition des fonds du plan Marshall                        |
| Organisation du traité de l'Atlantique nord (OTAN) (4 avril 1949) Alliance politico-militaire entre les signataires du traité de Bruxelles, le Canada, le Danemark, l'Islande, l'Italie, la Norvège, le Portugal et les États-Unis.                  | | |
| | | Communauté européenne du charbon et de l'acier (18 avril 1951) entre la République fédérale d'Allemagne (RFA), la Belgique, la France, l'Italie, le Luxembourg et les Pays-Bas pour une durée de 50 ans |
| Communauté européenne de défense (CED) (27 mai 1952 - 30 août 1954) Projet d'Organisation qui prévoyait la création d'une armée européenne avec des institutions supranationales. Elle sera rejetée par le parlement français avant sa ratification. | | |
| Union de l'Europe occidentale (UEO) (23 octobre 1954 - novembre 2000) Organisation européenne de défense et de sécurité, prolongement du traité de Bruxelles, avec la RFA et l'Italie en plus                                                        | | |
| Afin de renforcer son ancrage à l'Ouest, la RFA devient membre de l'Organisation du traité de l'Atlantique nord (OTAN) (9 mai 1955) et apporte à l'OTAN d'importantes forces armées conventionnelles                                                 | | |
| | Le traité instituant la Communauté économique européenne (TCEE), aussi appelé traité de Rome, signé le 25 mars 1957 à Rome entre la République fédérale d'Allemagne (RFA), la Belgique, la France, l'Italie, le Luxembourg et les Pays-Bas | |
| | | Organisation de coopération et de développement économiques (OCDE) (14 décembre 1961) L'OCDE remplace l'OECE, avec l'arrivée des États-Unis et du Canada, qui s'ajoutent à l'Europe occidentale         |

## L'Amérique Latine, chasse gardée des États-Unis
Les États-Unis ont défini dès le XIXe siècle une politique globale au regard des Amériques qu'ils dénomment hémisphère occidental, dont ils veulent faire une zone exclusive d'influence ainsi que la doctrine Monroe le proclame dès 1823. La politique d'endiguement mise en place par l'Administration américaine trouve sur le continent américain sa traduction concrète dans le Traité interaméricain d'assistance réciproque (ou Traité de Rio), conclu en 1947 entre tous les États américains (sauf le Canada, qui est membre de l'OTAN) au début de la guerre froide et qui devient la clé de voûte de l'influence des États-Unis sur l'Amérique latine jusque dans les années 1980.
Il n'est pas concevable pour les Américains que le communisme s'implante dans quelque pays d'Amérique latine que ce soit.
Lors de la Neuvième Conférence internationale américaine tenue à Bogotá en avril 1948, sous l'impulsion de George Marshall, vingt-et-un pays adoptent la Charte de l'Organisation des États américains, qui entre en vigueur en décembre 1951, par laquelle ils s'engagent à combattre le communisme. L'OEA constitue une alliance politique et diplomatique entre tous les états du continent américain. Au nom de cette alliance et de la politique américaine de lutte contre le communisme, nombreux sont les pays du continent sud-américain soumis à une dictature militaire. Le développement économique est lent et ne profite guère à la population, les multi-nationales américaines sont rendues largement responsables de cette situation. Le contexte géopolitique de cette composante américaine du bloc de l'Ouest est donc bien différent de ce qui prévaut en Europe où les régimes démocratiques sont la règle à peu d'exceptions près et où le développement économique est très rapide.
La révolution cubaine en janvier 1959 est un grave revers pour les États-Unis et une menace pour plusieurs des gouvernements d'Amérique latine en proie à une guérilla communiste. Début 1960, Eisenhower autorise la CIA à préparer une invasion du pays par des réfugiés cubains. Fidel Castro nationalise l'économie du pays, sans dédommagement des anciens propriétaires, le plus souvent américains. Les Américains ripostent par des mesures d'embargo commercial, jusqu'à l'interdiction complète des exportations vers Cuba décrétée le 19 octobre 1960. La rupture des relations diplomatiques intervient le 3 janvier 1961. Kennedy, récemment arrivé au pouvoir, autorise en avril 1961 la tentative de débarquement à la Baie des Cochons des réfugiés cubains, mais l'opération tourne très vite au désastre. Les Américains montent alors l'opération Mongoose dans le but de déstabiliser le régime cubain par tous moyens y compris par le recours à des assassinats politiques orchestrés par la CIA. En 1961 Cuba participe à la première conférence du mouvement des pays non-alignés. Cuba est exclu de l'OEA en janvier 1962 à l'issue de la 8e conférence des ministres des Affaires étrangères de ses membres, au motif que la forte présence de l'Union soviétique à Cuba et le soutien affiché par Fidel Castro aux révolutions communistes dans plusieurs pays d'Amérique latine constituent des dangers forts pour l'unité et la solidarité entre les pays de l'hémisphère.
Cependant, au-delà de cette politique très offensive à l'égard du régime castriste, Kennedy lance l'Alliance pour le Progrès en août 1961 afin de favoriser le développement de l'Amérique latine, et de diminuer l'attrait du communisme aux yeux des populations pauvres du continent. Cette initiative n'atteint pas les résultats escomptés : aux yeux des populations, elle est irrémédiablement marquée du sceau de l'impérialisme américain, et les élites en place la freinent pour garder leur situation privilégiée. En parallèle, Kennedy limite le soutien des États-Unis aux dictatures sud-américaines tout en continuant de mettre en œuvre des programmes d'assistance à la lutte contre les guérillas communistes.
Johnson renoue avec la politique de soutien aux dictatures militaires, refuse de transférer aux Panaméens le contrôle du canal, conserve la base de Guantanamo malgré les pressions cubaines, soutient le coup d'état militaire au Brésil et intervient militairement à Saint-Domingue. Nixon puis Ford poursuivent une politique similaire. En 1976, la plupart des pays d'Amérique latine sont dirigés par une junte militaire. Jimmy Carter affirme dès son discours d'investiture en janvier 1977 qu'il entend donner une place prépondérante aux questions des droits de l'homme y compris dans sa politique étrangère. Il modère son soutien aux régimes autoritaires, prend ses distances avec les plus extrêmes comme celui de Pinochet au Chili et pousse à la création d'une Cour interaméricaine des droits de l'homme au sein de l'OEA. Le mouvement de balancier se poursuit avec l'arrivée de Reagan en janvier 1981, partisan d'une fermeté totale à l'égard du communisme et donc d'un soutien aux régimes de droite de quelque nature que ce soit. Le soutien aux droites nationalistes au Nicaragua (les contras qui tentent de renverser le gouvernement démocratique sandiniste), Salvador (soutien au gouvernement contre les guérillas marxistes pendant la guerre civile de 1979 à 1982) et Guatemala est justifié par l'Administration américaine par la lutte contre le communisme. La lutte contre la drogue induit aussi un fort interventionnisme américain dans les pays producteurs contre les narco-trafiquants. L'l'invasion de Panama en 1989 ordonnée par George H. W. Bush pour arrêter le chef de l'état, le général Noriega, et le faire juger aux États-Unis pour trafic de drogue illustre à l'extrême cette politique. Le soutien apporté par les États-Unis à Londres en 1982 durant le conflit avec l'Argentine pour le contrôle des Malouines accélère encore la perte d'image des États-Unis et la disparition d'un esprit d'unité et de cohésion au sein de l'OEA.

## Le Moyen-Orient, carrefour géostratégique
Dès la fin des années 1940s, le Moyen-Orient est une zone de première importance stratégique de par ses ressources en pétrole et la proximité de l'Union soviétique dont les frontières jouxtent l'Iran et la Turquie, et sont guère éloignées de l'Irak et du Pakistan. La Grande-Bretagne demeure influente dans cette région mais les États-Unis mènent aussi une politique active, pour pallier la faiblesse des ressources anglaises dans l'immédiat après-guerre et agir au mieux de leurs intérêts propres. Les deux pays se partagent de fait le leadership occidental dans cette région du monde.
L'Inde fait très vite le choix du non-alignement et développe sa relation avec les Soviétiques. Le Pakistan fait au contraire le choix de l'appartenance au bloc occidental. Pays musulman, très bien situé stratégiquement pour servir de base avancée en cas de menace sur le pétrole ou de velléité d'expansion soviétique ou chinoise, le Pakistan est pour les États-Unis le pays de choix avec lequel s'allier. Dans les années 1950s, le Pakistan est partie prenante dans pas moins de quatre traités le situant clairement dans le camp occidental : l'accord de défense bilatéral avec les États-Unis signé en mai 1954, la participation au pacte de Bagdad de février 1955 qui lie l'Angleterre, l'Iran, l'Irak, le Pakistan et la Turquie, la participation à l'OTASE formée en septembre 1954 - tournée vers le Sud-Est asiatique - et enfin l'accord de défense avec les États-Unis signé en mars 1959. Les relations entre les Pakistanais et les Américains connaissent des hauts et des bas, liés en particulier aux limites que met Washington au soutien financier et militaire qu'il apporte à Islamabad et surtout au refus prévu dans les accords - que l'aide américaine serve aux Pakistanais dans le conflit qui les oppose à l'Inde au sujet du Cachemire. Ces traités sont complétés par des accords bilatéraux entre les États-Unis et des pays du Golfe.
Le conflit entre les pays arabes et Israël, soutenu sans interruption par les États-Unis, les fractures existant au sein du monde arabe et l'absence de menace soviétique concrète sur le Moyen-Orient ne créent en pratique pas les conditions pour que ces alliances et plus particulièrement les dispositions du pacte de Bagdad soient opérationnellement mises en œuvre. Si les États-Unis jouent dans cette partie du monde un rôle prépondérant, dans la défense de leurs intérêts mais aussi de ceux de leurs alliés européens, ils ne sont pas à la tête d'une coalition forte et permanente mais jouent davantage sur des relations bilatérales, parfois changeantes dans le temps, avec quelques pays clés comme le Pakistan ou l'Arabie Saoudite.

## L'Asie du Sud-Est, enjeu prioritaire de l'endiguement du communisme
Les États-Unis sont une puissance du Pacifique, autant que de l'Atlantique, et se sont trouvés comme en Europe devant la nécessité de prendre la relève de l'ancienne puissance impériale le Japon, tout en œuvrant à son relèvement et à la mise en place d'un régime démocratique. Les premières années de la guerre froide en Asie du Sud-Est sont marquées par trois évènements majeurs, la victoire des communistes en Chine en octobre 1949, le déclenchement de la guerre de Corée en juin 1950, puis plus tard en 1954 la défaite des français en Indochine, qui conduisent les américains à mettre en place un ensemble de traités de sécurité mutuelle destinés à prévenir toute nouvelle poussée communiste sur le continent. La structuration du bloc de l'Ouest en Asie s'opère en deux temps. Tout d'abord, en 1951 en pleine guerre de Corée, une série de traités bilatéraux sont conclus ainsi que le traité ANZUS d'alliance défensive entre les États-Unis, l'Australie et la Nouvelle-Zélande. Les Australiens envoient en Corée un contingent militaire important.
À l'instar de l'Allemagne de l'Ouest en Europe, le Japon est en Asie la pierre angulaire de la politique de sécurité des États-Unis. Le traité initial de sécurité mutuelle de 1951 sera complété d'accords techniques en 1954 puis révisé début 1960, assurant ainsi la présence militaire américaine au Japon et définissant la contribution du Japon à l'effort de défense de la région.
En septembre 1954, dans le même esprit que l'OTAN en Europe, une vaste alliance multilatérale, l'OTASE, voit le jour dans la foulée des accords de Genève qui concluent la guerre en Indochine en juillet 1954. Peu à peu, les États-Unis remplacent les anciennes puissances coloniales, la France et le Royaume-Uni, dans leur rôle de leader du monde occidental en Asie. Mais cette alliance comporte cinq pays occidentaux et seulement deux pays d'Asie du Sud-Est, les Philippines et la Thaïlande.
| Contexte géo-stratégique                                          | Traité multilatéral | Traité bilatéral |
| ----------------------------------------------------------------- | --- | --- |
| Guerre de Corée 1950-1953 Armistice de Panmunjeom 27 juillet 1953 | ANZUS (1er septembre 1951) Alliance défensive entre l'Australie, la Nouvelle-Zélande et les États-Unis | Traité de sécurité mutuelle entre les États-Unis et les Philippines (30 août 1951) |
| Guerre de Corée 1950-1953 Armistice de Panmunjeom 27 juillet 1953 | ANZUS (1er septembre 1951) Alliance défensive entre l'Australie, la Nouvelle-Zélande et les États-Unis | Traité de San Francisco du 8 septembre 1951, établissant les conditions de la paix entre les États-Unis et le Japon, co-signé par 48 pays, et assorti d'un traité bilatéral de sécurité mutuelle entre les États-Unis et le Japon |
| Guerre de Corée 1950-1953 Armistice de Panmunjeom 27 juillet 1953 | ANZUS (1er septembre 1951) Alliance défensive entre l'Australie, la Nouvelle-Zélande et les États-Unis | Traité de sécurité mutuelle entre les États-Unis et la Corée du Sud, signé le 1er octobre 1953 |
| Guerre d'Indochine 1946-1954 Accords de Genève 20 juillet 1954    | Traité de défense collective de l'Asie du Sud-Est, connu sous l'acronyme Organisation du traité de l'Asie du Sud-Est (OTASE) (8 septembre 1954 - 1977), alliance défensive entre les États-Unis, la France, le Royaume-Uni, l'Australie, la Nouvelle-Zélande, le Pakistan, les Philippines et la Thaïlande | Le traité de San-Francisco entre les États-Unis et le Japon est complété par un accord d'assistance militaire mutuelle, signé le 8 mars 1954                                                                                      |
| Guerre d'Indochine 1946-1954 Accords de Genève 20 juillet 1954    | Traité de défense collective de l'Asie du Sud-Est, connu sous l'acronyme Organisation du traité de l'Asie du Sud-Est (OTASE) (8 septembre 1954 - 1977), alliance défensive entre les États-Unis, la France, le Royaume-Uni, l'Australie, la Nouvelle-Zélande, le Pakistan, les Philippines et la Thaïlande | Traité de coopération mutuelle et de sécurité entre les États-Unis et Taïwan, signé le 2 décembre 1954 |
| Guerre du Viêt Nam 1955-1975 Chute de Saïgon 30 avril 1975        | Association des nations de l'Asie du Sud-Est (ASEAN) conclue en 1967 entre cinq pays : Philippines, Indonésie, Malaisie, Singapour, et Thaïlande | Signature le 19 janvier 1960 d'un nouveau traité de coopération mutuelle et de sécurité nippo-américain, révisant le traité de 1951                                                                                               |

En pratique, l'OTASE ne possède pas la structure militaire intégrée qui lui permettrait d'intervenir dans des crises comme celle du Laos en 1962. L'intervention américaine au Vietnam n'est pas davantage décidée dans le cadre de l'OTASE. Le bloc occidental n'existe pas à proprement parler dans le Sud-Est asiatique, malgré le fait que la plupart des pays de la région sont demandeurs de l'aide américaine pour les aider à résister à la poussée communiste. En 1967, en pleine escalade de la guerre au Vietnam, l'ASEAN naît de l'association de cinq pays réunis par une analyse commune du danger communiste en Asie du Sud-Est. L'ASEAN cependant ne s'aligne pas complètement sur l'Ouest, même si la Thaïlande participe activement à la guerre au Vietnam, mais affiche progressivement tout en affirmant de plus en plus son existence dans la région, une position d'indépendance et de recours à la diplomatie et à la négociation avec le Viêt Nam et la Chine.